# Peroryctinae
Sous-famille
Synonymes
- Peroryctidae[2]

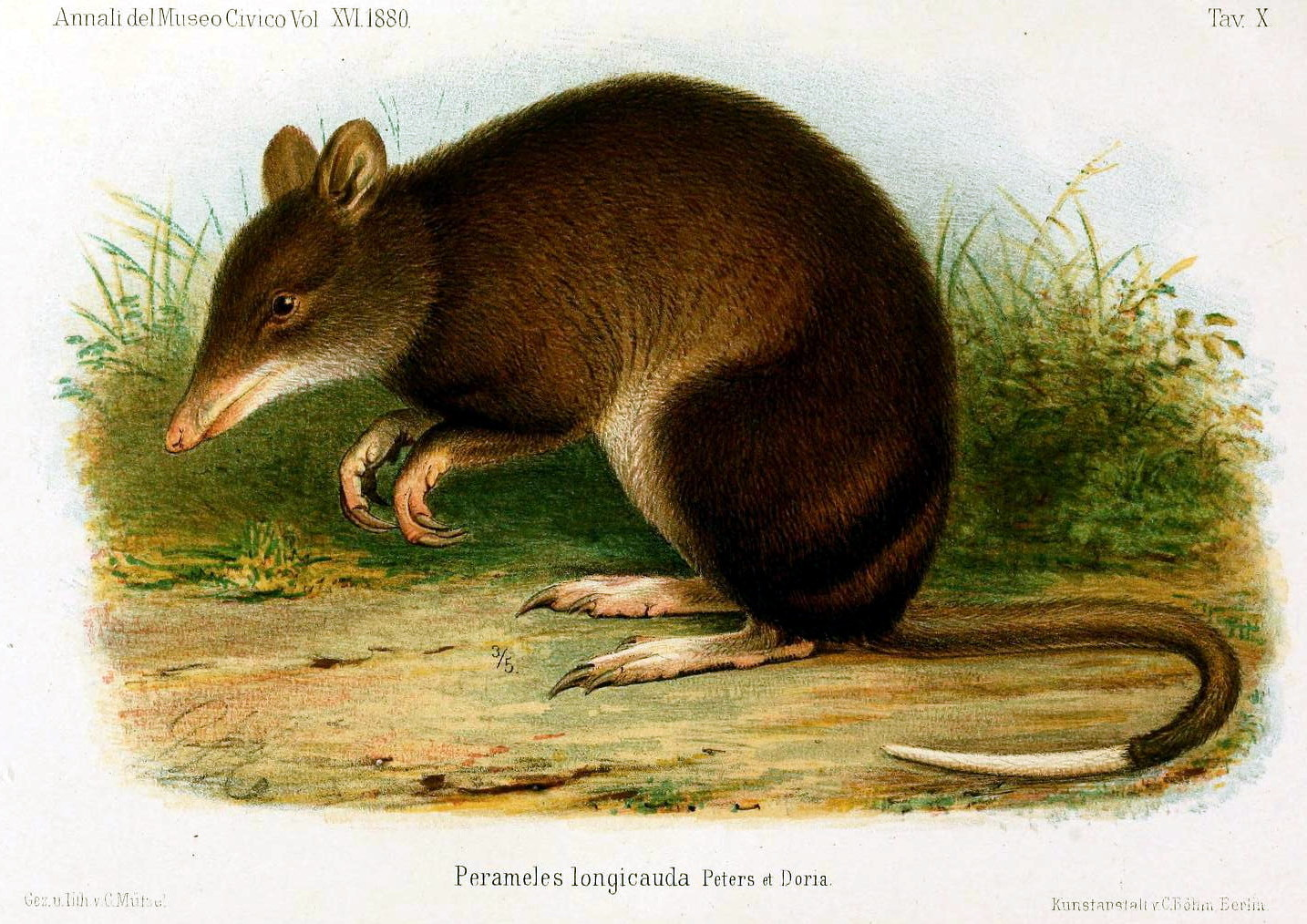
Bandicoot de Nouvelle-Guiné

Les Peroryctinae sont une sous-famille de mammifères métathériens (c'est-à-dire qui portent leurs petits dans une poche externe). Ce sont les bandicoots de Nouvelle-Guinée.
Selon certains auteurs, ces animaux forment une famille distincte, les Peroryctidae.

## Liste des genres
Selon BioLib (1 novembre 2019) :
- genre Peroryctes Thomas, 1906

## Publication originale
- (en) Colin Groves et Tim Flannery, « Revision of the families and genera of bandicoots », Bandicoots and bilbies,‎ 1990 (ISSN 0402-1215).